# Antonio Rada
José Antonio Rada Angulo, surnommé « Toño », né le 13 juin 1937 à Sabanalarga et mort le 1er juin 2014 à Barranquilla, est un footballeur international colombien, évoluant au poste de milieu de la fin des années 1950 au début des années 1970.

## Biographie
Rada fait partie du groupe des vingt-deux Colombiens sélectionnés pour participer à la phase finale de la Coupe du monde 1962, organisée au Chili. Il dispute deux rencontres du premier tour, face à l'URSS et la Yougoslavie, inscrivant un but contre la formation de Lev Yachine. 
Trois ans plus tard, il joue également deux des quatre rencontres de la campagne de qualification pour la Coupe du monde 1966, inscrivant un doublé pour la seule victoire colombienne lors des éliminatoires, face au Chili.